# Cynthia Weil
Cynthia Weil, född 18 oktober 1940 i New York, död 1 juni 2023 i Beverly Hills, Los Angeles, Kalifornien, var en amerikansk låtskrivare. Hon är berömd för att ha skrivit många låtar tillsammans med sin make Barry Mann på Aldon Music. Mycket av denna musik har fått priser som Grammy och blivit filmmusik.
Hon skrev bland annat låten "Never Gonna Let You Go" som blev en hit med Sérgio Mendes. Skivproducenten Rick Beato dekonstruerade låten i en video från juni 2021 på sin YouTube-kanal och sammanfattade hans 20-minutersanalys genom att förklara den som "den mest komplicerade hitlåten genom tiderna". Detta tack vare de komplexa ackordgångarna och flera tonartsbyten.
2010 invaldes Cynthia Weil och Barry Mann i Rock and Roll Hall of Fame.

### Fotnoter
1. ↑   https://deadline.com/2023/06/cynthia-weil-dead-youve-lost-that-lovin-feelin-writer-1235398930/amp/ (engelska)
2. ↑  Goodman, Fred,. Allen Klein : the man who bailed out the Beatles, made the Stones, and transformed rock & roll. sid. 18, 59. ISBN 9780547896861. OCLC 904505949. https://www.worldcat.org/oclc/904505949. Läst 7 november 2019
3. ↑  Hyatt, Wesley (1999). The Billboard Book of No. 1 Adult Contemporary Hits (Billboard Publications)
4. ↑  Beato, Rick. ”The Most COMPLEX Pop Song of All Time”. YouTube. https://www.youtube.com/watch?v=ZnRxTW8GxT8.
5. ↑  Rock and Roll Hall of Fame – Barry Mann and Cynthia Weil